# 伊塔佩鲁纳
伊塔佩鲁纳是巴西里约热内卢州的一个市镇。总面积1105.566平方公里，总人口99454人，人口密度90人/平方公里。